# Josef Speckbacher
Josef Speckbacher (Gnadenwald, 13 giugno 1767 – Hall in Tirol, 20 marzo 1820) è stato un militare austriaco.
Partecipò alle battaglie delle guerre napoleoniche contro i francesi ed i loro alleati nel 1797, nel 1800 e nel 1805. Nel 1809, durante l'Insorgenza tirolese, come comandante degli Schützen di Absam ricoprì un ruolo chiave nelle tre battaglie del Monte Isel poiché grande conoscitore delle tattiche di guerriglia alpina. Dopo la sconfitta del 1809 si trasferì a Vienna, dove nel 1813 fu promosso maggiore; l'anno successivo ritornò ad Hall in Tirol dove morì il 20 marzo 1820.